# Adoretus exsecatus
Adoretus exsecatus är en skalbaggsart som beskrevs av Machatschke 1964. Adoretus exsecatus ingår i släktet Adoretus och familjen Rutelidae. Inga underarter finns listade i Catalogue of Life.